# Krystyna Kenig
Krystyna Rywocka-Kenig (ur. 3 lutego 1939 w Radomiu) – polska geolog, specjalistka w zakresie geologii czwartorzędu, a zwłaszcza litostratygrafii glin morenowych.

## Życiorys
Ojciec Piotr Rywocki, pochodził z kresów wschodnich. Rodzinne posiadłości rodzina ojca zmuszona była nagle opuścić w 1917, matka Felicja Zygnerska pochodziła z Warszawy.
Do szkoły podstawowej uczęszczała w Warszawie w latach 1945–1952, a do Liceum Ogólnokształcącego im. Powstańców Warszawy w latach 1952–1956.
Studia odbyła na Wydziale Geologii Uniwersytetu Warszawskiego w latach 1956–1963. Jako specjalizację wybrała geologię czwartorzędu. Pod kierunkiem prof. Stefana Zbigniewa Różyckiego przygotowała pracę magisterską Czwartorzęd okolic Palczewa nad Pilicą, którą obroniła w maju 1963, otrzymując dyplom magistra geologii.
W sierpniu 1963 rozpoczęła pracę w Instytucie Geologicznym w Warszawie, początkowo na etacie technicznym w Dziale Bibliografii Geologicznej, a następnie na stanowisku młodszego asystenta w Zakładzie Zdjęć i Map Geologicznych. W latach 1964–1967 brała udział w pracach związanych z rozpoznaniem Bełchatowskiego Okręgu Przemysłowego.
W latach 1967–1976 pracowała na stanowisku asystenta. Przeszła do Pracowni Litologii Osadów Czwartorzędowych. Badania jej dotyczyły przede wszystkim litologiczno-petrograficznego składu glin morenowych, pod kątem możliwości wykorzystywania ich jako przewodnich poziomów glacjalnych, ważnych przy ustalaniu litostratygrafii utworów plejstoceńskich.
Praca doktorska Mikrorzeźba powierzchni ziarn kwarcu z lessów – jako podstawa do wnioskowania o cechach środowisk alimentacyjnych, transportu i sedymentacji tych osadów, była wykonana pod kierunkiem prof. Elżbiety Mycielskiej-Dowgiałło w 1994.
W 1996 została laureatką zespołowej nagrody Ministra Ochrony Środowiska, Zasobów Naturalnych i Leśnictwa, przyznanej za Atlas geologiczny południowego Bałtyku.
W latach 1976–2000 pracowała na stanowisku adiunkta. Od 1978 brała udział w pracach nad Szczegółową mapą geologiczną Polski w skali 1: 50 000, w rejonie północno-wschodniej i środkowej Polski. Zajmowała się składem petrograficznym żwirów pochodzących z glin morenowych. Wyliczone współczynniki petrograficzne były podstawą rozpoziomowywania litostratygraficznego i chronostratygraficznego tych glin. Badała również litogenezę osadów piaszczystych. Od 1976 stosowała mikroskopię elektronową (najpierw transmisyjną TEM, a następnie skaningową SEM) do badań powierzchni ziaren kwarcu dla określenia procesów, jakim podlegały podczas sedymentacji i transportu. W wyniku tych badań opracowała genetyczną klasyfikację mikrocech osadów na podstawie o rzeźbę powierzchni ziaren kwarcu.
W latach 1987–1992 była kierownikiem Pracowni Litologii Czwartorzędu. Dalsze genetyczno-facjalne badania glin morenowych oraz serii międzymorenowych, wykonywanych głównie dla potrzeb SMGP w skali 1:50 000, dały podstawy do przygotowania w 1998 rozprawy habilitacyjnej Petrograficzne podstawy stratygrafii glin morenowych Polski północno-wschodniej. Na tej podstawie otrzymała w 2000 stopień doktora habilitowanego w Państwowym Instytucie Geologicznym, a w ślad za tym stanowisko docenta.
W 2003 zorganizowała ogólnopolską konferencję na temat glin morenowych jako źródła informacji stratygraficznych i paleogeograficznych w plejstocenie. W 2006 natomiast kolejną ogólnopolską konferencję Piaszczyste osady międzymorenowe na Niżu Polskim jako źródło informacji o środowiskach depozycji i paleogeografii, która uporządkowała istniejącą wiedzę o znaczeniu osadów piaszczystych dla wyjaśnienia genezy, środowisk depozycji, paleogeografii i litostratygrafii osadów. Kolejną w 2008 – Osady z pogranicza czwartorzędu, neogenu i paleogenu – źródłem informacji o wpływie podłoża na litologię osadów na Niżu Polskim.
Brała udział także w zagranicznych wyjazdach naukowych, m.in. na Islandii oraz w Egipcie i w Chinach (współczesne formy eoliczne w suchym i półsuchym rejonie pustyni Alashan (AL XA), Mongolia Wewnętrzna). Była autorką referatów naukowych wygłaszanych na kongresach i konferencjach w Anglii, na Białorusi, w Chinach, Estonii, Francji, na Litwie, Łotwie, w Rosji, Szwecji i na Ukrainie. Posiada około 150 publikacji oraz wiele opracowań archiwalnych.
Była promotorem pracy doktorskiej A. Romanka Kenozoik między Drezdenkiem i Gorzowem Wielkopolskim. Przygotowała także wiele recenzji prac doktorskich i habilitacyjnych.
Jest członkiem Polskiego Towarzystwa Geologicznego, Stowarzyszenia Geomorfologów Polskich, Komisji Lessu PAN, Stowarzyszenia COMLAND (Commission on land degradation and desertification, International Geographical Union). W latach 1999–2004 była członkiem komitetu redakcyjnego Biuletynu Państwowego Instytutu Geologicznego. W ramach popularyzacji nauki wygłaszała odczyty i prelekcje na posiedzeniach naukowych PTG w Warszawie i Gdańsku, Koła Polarnego w Toruniu oraz Polskiego Towarzystwa Tatrzańskiego w Warszawie. Członek Stowarzyszenia Emerytowanych Pracowników Państwowego Instytutu Geologicznego.
Została uhonorowana odznaką „Zasłużony pracownik Instytutu Geologicznego” (1989), odznaką „Zasłużony dla polskiej geologii” (2002) oraz złotą odznaką „Zasłużony dla Państwowego Instytutu Geologicznego” (2002).

## Wybrane publikacje
- RYWOCKA-KENIG K., 1966, Kemy okolic Bończy nad Pilicą na tle budowy geologicznej tego obszaru. Acta Geol. Pol., 16, 3: 325–337, Warszawa.
- KENIG K., 1978, SEM – studies of quartz sand surface textures from the Gås Glaciers. Spitsbergen. Symposium on moraines and varves. INQUA. Abstracts: 53. ETH, Zurich.
- KENIG K., 1980, Skład mineralny osadów moreny czołowej lodowca Gås (Spitsbergen) z uwzględnieniem analizy powierzchni ziarn kwarcu w SEM. Kwart. Geol., 24, 3: 711–740, Warszawa.
- KENIG K.,1985, Osady interglacjału eemskiego na tle rozwoju sedymentacji plejstoceńskiej w profilu Lisówek (koło Grodziska Mazowieckiego). Prz. Geol., 33, 2: 64–70, Warszawa.
- KENIG K., 1991, Litostratygrafia poziomów glin morenowych w profilach wiertniczych Pojezierza Suwalskiego. Zesz. Nauk. UAM Geogr., 50: 457–470.
- KENIG K., WYSOCKA A.,1996, Sands and calcite cement-bodies from Świniary, the eastern margin of the Holy Cross Mts. Geol. Quart., 40, 2: 203–230, Warszawa.
- RYWOCKA-KENIG K., 1997, Mikromorfologia powierzchni ziarn kwarcu z lessów. Prace Państw. Inst. Geol.,155, Warszawa.
- KENIG K., 1997, Features of marine and land environment in the light of quartz microtextures (SEM) from deposits of the southern Baltic. W: Proccedings of the Fourth Marine Geological Conference – the Baltic (red. Cato I., Klinberg F.): 75–86. Sveriges Geologiska Undersökning, Uppsala.
- KENIG K., 1998, Petrograficzne podstawy stratygrafii glin morenowych Polski północno-wschodniej. Biul. Państw. Inst. Geol., 380: 1–99, Warszawa.
- MORAWSKI W., KENIG K., 1999, Lithology of the Late Pleistocene sands for stratigraphic and palaeogeographic correlation in Muszaki area, southwestern Mazury Lakeland. Geol. Quart., 43, 1: 69–78, Warszawa.
- KENIG K., 2000, Ocena wartości interpretacyjnej współczynnika obtoczenia ziarn kwarcu z osadów czwartorzędowych (metoda fotograficzna). Przegl. Geol., 48,4:360–363.
- KENIG K., LINDNER L., 2001, Profile wiertnicze osadów czwartorzędowych na Ornaku oraz ich znaczenie w badaniach nad ostatnim zlodowaceniem w Tatrach Zachodnich. Przegl. Geol. 49, 12: 1180–1185.
- KENIG K., 2003, Surface microtextures of quartz grains from Vistulian loesses of Poland and some other countries. W: Loess and paleoenviroment. Abstracts:42. Moskwa.
- KENIG K., 2004, Zróżnicowanie petrograficzne i mineralne równowiekowych glin morenowych z wybranych obszarów Niżu Polskiego. Przegl. Geol. 52, 4:325–330.
- KENIG K., 2006, Surface microtextures of quartz grains from Vistulian loesses from selected profiles of Poland and some other countries. Quatern. Internat., 152/153: 118–135.
- KENIG K., 2008, Przebieg sedymentacji osadów paleogenu, neogenu i plejstocenu w profilu Suchostruga (k. Mszczonowa). W: Konferencja "Osady z pogranicza czwartorzędu i neogenu, paleogenu-źródłem informacji o wpływie podłoża na litologię osadów na niżu Polskim", 15–16. PIG, Warszawa
- KENIG K., 2008, Depositional environments of loesses from the Sandomierz site, SE Poland, based on lithologic and SEM studies. Geol. Quart., 52, 2:169–182.
- KENIG K., 2009, Litologia glin morenowych na Niżu Polskim – podstawowe metody badawcze. Biul. Państw. Inst. Geol., 437: 1–58, Warszawa.
- KENIG K., ŻARSKI M., 2009, Zastosowanie metod litologicznych w badaniach osadów jaskiniowych na przykładzie jaskini Komarowej i Stajnia (Wyżyna Częstochowska). W: Konferencja Geomorfologów Polskich 'Metody badań w geomorfologii": 94–95, 28–30 września, Kielce.
- GOŹDZIK J., KENIG K., SKÓRZAK A., 2010, Zmiany kształtu ziaren kwarcowych oraz składu mineralnego z piaszczystych osadów miocenu, pliocenu i starszego czwartorzędu w rowie Kleszczowa. Biul. PIG 438;33–50, Warszawa.
- KENIG K., 2012, Litogeneza i sedymentacja osadów kenozoiku w profilu otworu wiertniczego Suchostruga (Niecka Warszawska)., Biul. Państw. Inst. Geol., 453, Warszawa.
- KENIG K., 2012, Osady eoliczne (wydmowe) w suchym i półsuchym regionie płaskowyżu Alashan (Mongolia Wewnętrzna, Chiny)., Przegl. Geol., v. 60, nr 5, Warszawa.
- KENIG K., 2016, A jednak przeżyłem ... Losy pilota dywizjonu 305 Stefana Zygnerskiego, 293 str., Szkoła Wyższa Przymierza Rodzin, Warszawa.
- ŻARSKI M., WINTER H., NADACHOWSKI A., URBANOWSKI M., SOCHA P., KENIG K., MARCINKOWSKI B., KRZEMIŃSKA E., STEFANIAK K., NOWACZEWSKA W., MARCISZAK A., 2017, Stratigraphy and palaeoenvironment of Stajnia Cave (southern Poland) with regard to habitation of the site by Neanderthals. Geol. Quart., 61, 2:350-369, Warszawa.